# Awa Demba
Awa Demba (* 9. August 1997 in Bakau) ist eine gambische Fußballspielerin.

## Leben
Awa Dembas Mutter kam bei ihrer und der Geburt ihrer Zwillingsschwester Adama Demba ums Leben. Eine ihrer Schwestern, Isatou Cham, lebt in Großbritannien. Sie besuchte die St. Joseph Primary School und die Ndow’s Comprehensive School.

### Verein
Demba begann beim Nambory FC mit dem Fußballspielen.
Ab etwa 2003 spielte sie bei den Red Scorpions. Zur Saison 2005/2006 wechselte sie zum Interior FC. Sie war anschließend viermal Torschützenkönigin der Liga, davon dreimal in Folge sowie in der Saison 2009/2010. Sie spielte dort bis mindestens Anfang 2016.
Anfang 2018 wurde bekannt, dass Demba künftig beim italienischen Verein AFC Unterland in der dritten italienischen Liga (Serie C) spielen würde. Nach Angaben der Zeitung Alto Adige sei Demba im Sommer 2017 aufgrund von politischer Verfolgung als Flüchtling nach Italien gekommen.

### Nationalteam
Ende 2007 gehörte und 2009 sie einer Vorauswahl an, aus der ein gambisches Nationalteam der Frauen entstehen sollte. In einem Testspiel gegen ein Team aus Ziguinchor (Senegal) konnte sie beim 6:0 ein Tor erzielen.
2012 war sie Spielerin des U-17-Teams, das sich für die U-17-Fußball-Weltmeisterschaft der Frauen in Aserbaidschan qualifizieren konnte. Das Team verlor alle drei Gruppenspiele deutlich und wurde Gruppenletzter.
Ende Januar 2014 sollte sie in einem Freundschaftsspiel gegen Guinea-Bissau eingesetzt werden, das jedoch kurzfristig abgesagt wurde.